# Lina Polito
Lina Polito, née le 24 août 1954 à Naples dans la région de la Campanie en Italie, est une actrice italienne jouant pour le théâtre, le cinéma et la télévision.

## Biographie
Née « Pasqualina Polito » à Naples, elle commence sa carrière sur scène sous la direction d'Eduardo De Filippo. Elle a fait ses débuts au cinéma en 1973 dans Film d'amour et d'anarchie de Lina Wertmüller, pour lequel elle a reçu le Ruban d'argent de la meilleure actrice débutante,.
Parmi ses autres titres de films figurent Chacun à son poste et rien ne va (1974), La bambina (1974), L'Âge de la paix (1974), Salvo D'Acquisto (1975) et le film de nazisploitation Les Déportées de la section spéciale SS (1976). En 1975, elle joue dans la mini-série télévisée Il marsigliese de Giacomo Battiato.
En 1983, elle remporte le David di Donatello de la meilleure actrice dans un second rôle pour sa prestation dans le film Scusate il ritardo de Massimo Troisi,.

## Filmographie

### Au cinéma
- 1973 : Film d'amour et d'anarchie (Film d'amore e d'anarchia, ovvero'stamattina alle 10 in via dei Fiori nella nota casa di tolleranza...) de Lina Wertmüller
- 1974 : La bambina (Le farò da padre) d'Alberto Lattuada
- 1974 : Lucia et les Gouapes (I guappi) de Pasquale Squitieri
- 1974 : Chacun à son poste et rien ne va (Tutto a posto e niente in ordine) de Lina Wertmüller
- 1974 : L'Âge de la paix (L'età della pace) de Fabio Carpi
- 1975 : Salvo D'Acquisto de Romolo Guerrieri
- 1976 : Les Déportées de la section spéciale SS (Le deportate della sezione speciale SS)
- 1978 : Les Cinq de la section spéciale (Napoli: i 5 della squadra speciale) de Mario Bianchi
- 1979 : Gegè Bellavita de Pasquale Festa Campanile
- 1982 : Pover'ammore de Vincenzo Salviani et Fernando Di Leo
- 1983 : Scusate il ritardo de Massimo Troisi
- 1985 : L'amara scienza (it) de Nicola De Rinaldo (it)
- 1987 : Je te présente une amie (it) (Ti presento un'amica) de Francesco Massaro
- 1989 : Scugnizzi de Nanni Loy
- 1995 : L'Amour meurtri (L'amore molesto) de Mario Martone
- 2003 : Le intermittenze del cuore (it) de Fabio Carpi
- 2007 : La seconda volta non si scorda mai (it) de Francesco Ranieri Martinotti

### À la télévision

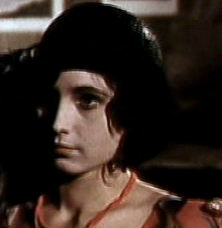
Lina Polito dans Film d'amour et d'anarchie (1973).

- 1976 : Il marsigliese de Giacomo Battiato (feuilleton)
- 1981 : Il contratto d'Eduardo De Filippo

## Prix et distinctions notables
- Ruban d'argent de la meilleure actrice débutante en 1974 pour Film d'amour et d'anarchie.
- David di Donatello de la meilleure actrice dans un second rôle en 1983 pour Scusate il ritardo.